# أبو عثمان القيطوني
أبو عثمان القيطوني (ولد في 10 ديسمبر 1905 - 23 يوليو 1977) هو قاض، أديب، صحفي، وأحد رواد الإصلاح خلال الحماية الفرنسية علي تونس.

## حياته ونشأته
من مواليد منزل تميم. تفقّه بجامع الزيتونة حيث أحرز على شهادة التطويع سنة 1926 ثمّ نال شهادة الحقوق سنة 1928.
باشر مهنة القضاء لفترة قصيرة إلى أن حصل على رخصة لفتح مدرسة قرآنيّة حرّة كائنة بنهج القنيطرة عدد 6 قرب بطحاء الحلفاوين، وكانت هذه المدرسة من أكبر المدارس القرآنيّة بالعاصمة، أسّسها أبو عثمان القيطوني ووظّف بها أساتذة للتّعليم من خيرة الرّجال المثقّفين وقد بلغت أقسام هاته المدرسة إلى عشرة وعدد تلاميذها يزيد عن 500 تلميذًا في حدود سنة 1936.
والأديب أبو عثمان القيطوني يعدّ من روّاد الصحافة في تونس فقد أصدر جريدة «البلاغ» سنة 1954 ودامت إلى سنة 1956 كما أصدر مجلّة «الروضة» سنة 1931 ودامت إلى حدود سنة 1939.
و كان الأديب القيطوني من الوطنيّين المصلحين حيث أسّس وترأّس جمعية حماية البنات المسلمات من المسيحية 1949 ـ 1955. كما أسّس وترأّس جمعية المدارس القرآنية بتونس والجزائر للدّفاع عن اللغة العربية.
تزوّج أبو عثمان القيطوني من خدّوجة القيطوني وأنجب منها سبعة أبناء ذكور وبنت واحدة وأسماؤهم كالتّالي: نور الدّين القيطوني، الهادي القيطوني، رضا القيطوني، المنصف القيطوني، توفيق القيطوني، محمّد القيطوني، هشام القيطوني وسعاد القيطوني بن صالح.

## مراجع

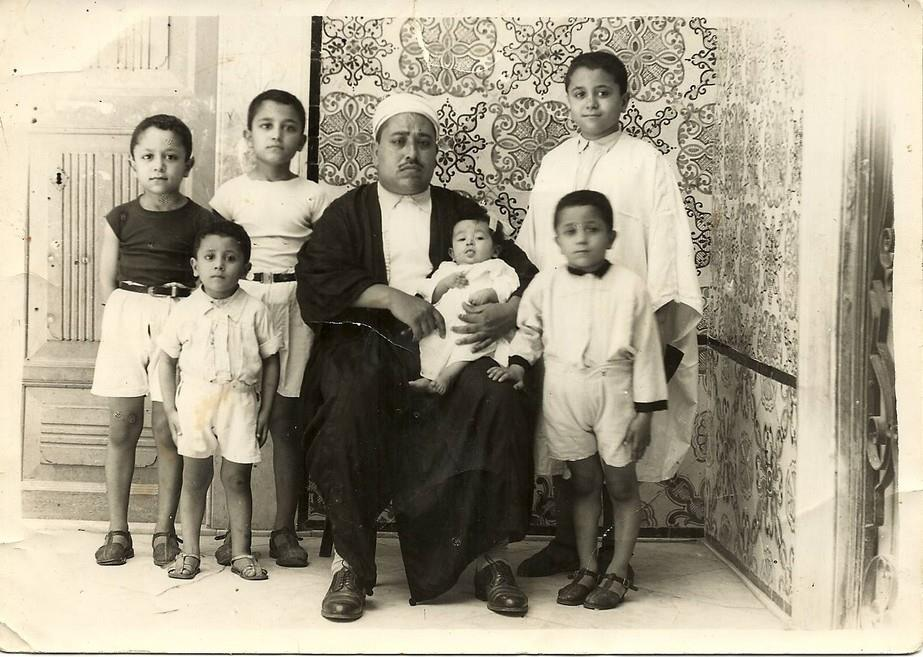
أبو عثمان القيطوني وأبناؤه